# 告げ口屋さん
『告げ口屋』（つげぐちやさん、西: Soplones, 英: Snitches）は、フランシスコ・デ・ゴヤが1797年から1799年に制作した銅版画である。エッチング。80点の銅版画で構成された版画集《ロス・カプリーチョス》（Los Caprichos, 「気まぐれ」の意）の第48番として描かれた。おそらくスペインのカトリック教の腐敗あるいは異端審問を風刺した版画で、非現実的な魔物たちの姿を描くことで人間社会を風刺している。マドリードのプラド美術館に準備素描が所蔵されている。

## 作品

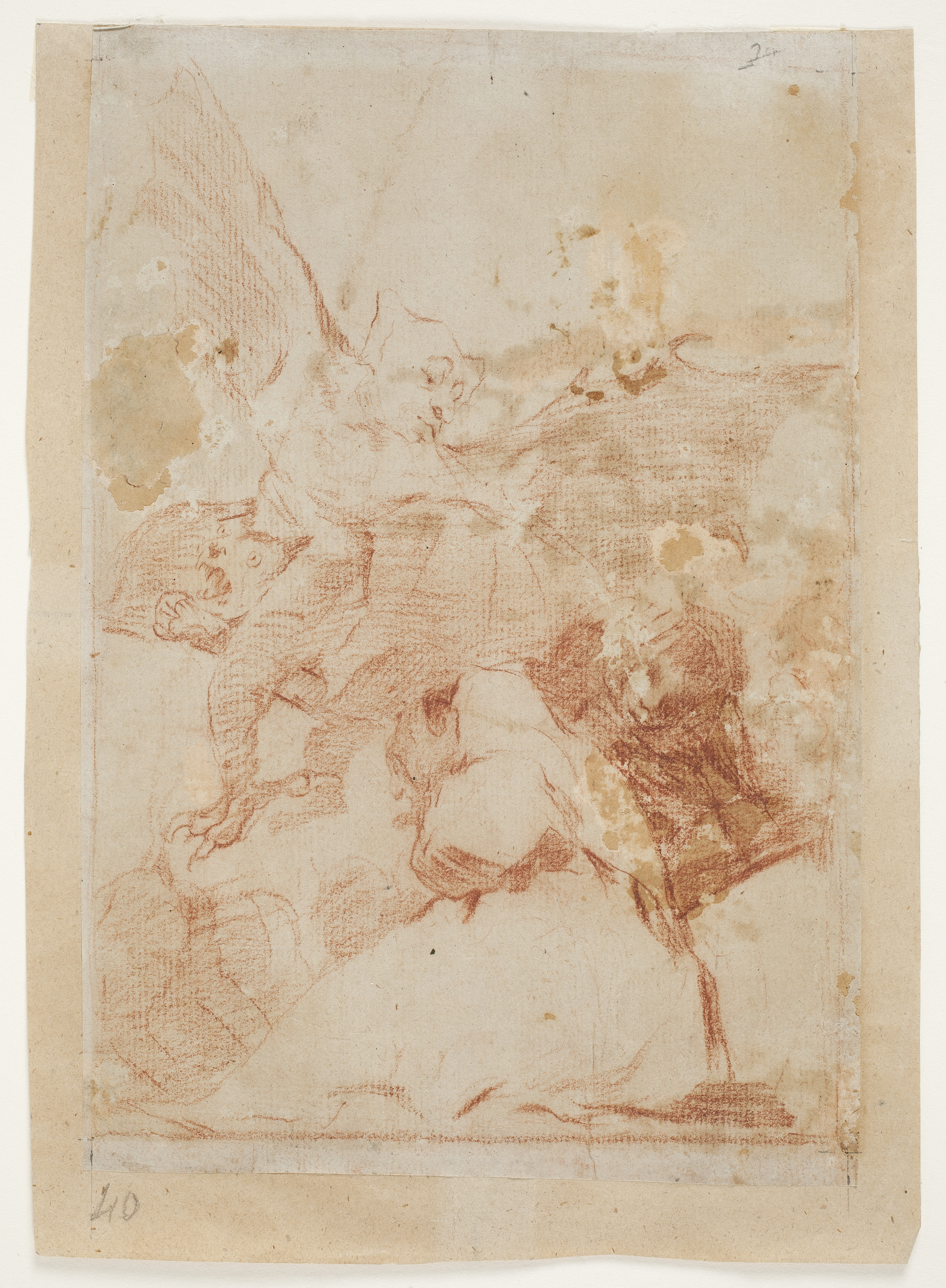
準備素描。

猫の魔物の背にまたがったコウモリの翼と鉤爪を持つ怪物が、空を飛びながら男たちに鋭く息を吹きかけている。画面左奥の別の魔物たちは男たちに尻を向けて放屁を浴びせかけ、画面右端の角のある魔物は激しく吠え立てている。男たちはみな怯えながら魔物たちから背を向けるように地面にうずくまり、両手で耳を抑えながら耐えている。
本作品は他の怪物を描いた版画と同様に社会に対する批判と考えられるが、その意図するところは不明瞭であり、《ロス・カプリーチョス》の多くの版画と同様におそらく二重の意味がある。最前景でしゃがみこんだ人物は修道服を着込んだ修道士のように見えるため、聖職者への告解に対する批判である可能性がある。これは、スペイン国立図書館の写本による解釈と一致する。この手稿は本作品について「耳打ちされた告解は、修道士たちの耳を汚物や、猥褻な言葉、腐敗で満たすだけだ」と注釈している。一方、プラド美術館所蔵の手稿の手稿は魔女に知性が欠如していることを風刺した作品としている。
図像的には劇作家レアンドロ・フェルナンデス・デ・モラティンの『1610年11月6日・7日のログローニョにおけるアウト・デ・フェ』（Auto de Fe, celebrado en la ciudad deLogroño en los días 6 y 7 de noviembrede 1610）に触発されたことが指摘されている。これはバスク地方のログローニョで起きたバスク魔女裁判のアウト・デ・フェ（異端判決宣告式）を再編集したものである。この歴史上有名な魔女裁判はナバラ州スガラムルディ周辺で約7000人の人物が魔女として告発されたのち、1610年11月6日・7日に31人に対するアウト・デ・フェが行われ、マリア・デ・アルブルを含む5人ないし6人が火刑に処された。ここでの「密告者」（Soplones）という言葉は「裏切者」と同意であり、ゴヤは異端審問に告発した人々を風刺したと考えられる。

## 来歴
プラド美術館所蔵の《ロス・カプリーチョス》の準備素描は、ゴヤの死後、息子フランシスコ・ハビエル・ゴヤ・イ・バエウ（Francisco Javier Goya y Bayeu）、孫のマリアーノ・デ・ゴヤ（Mariano de Goya）に相続された。スペイン女王イサベル2世の宮廷画家で、ゴヤの素描や版画の収集家であったバレンティン・カルデレラは、1861年頃にマリアーノから準備素描を入手した。1880年に所有者が死去すると、甥のマリアーノ・カルデレラ（Mariano Carderera）に相続され、1886年11月12日の王命によりプラド美術館が彼から購入した。

## ギャラリー
関連作品

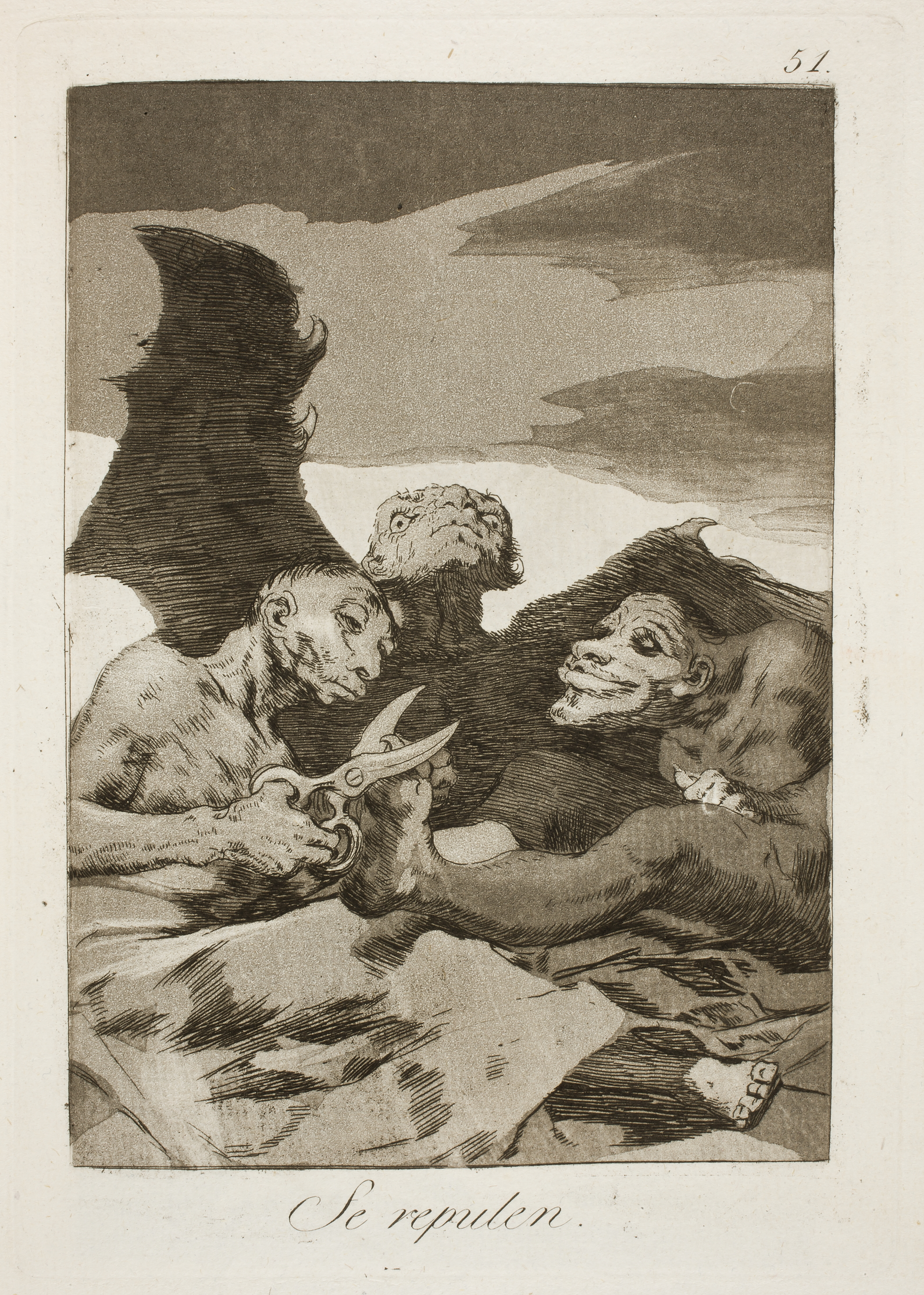
第48番「おめかしごっこ」
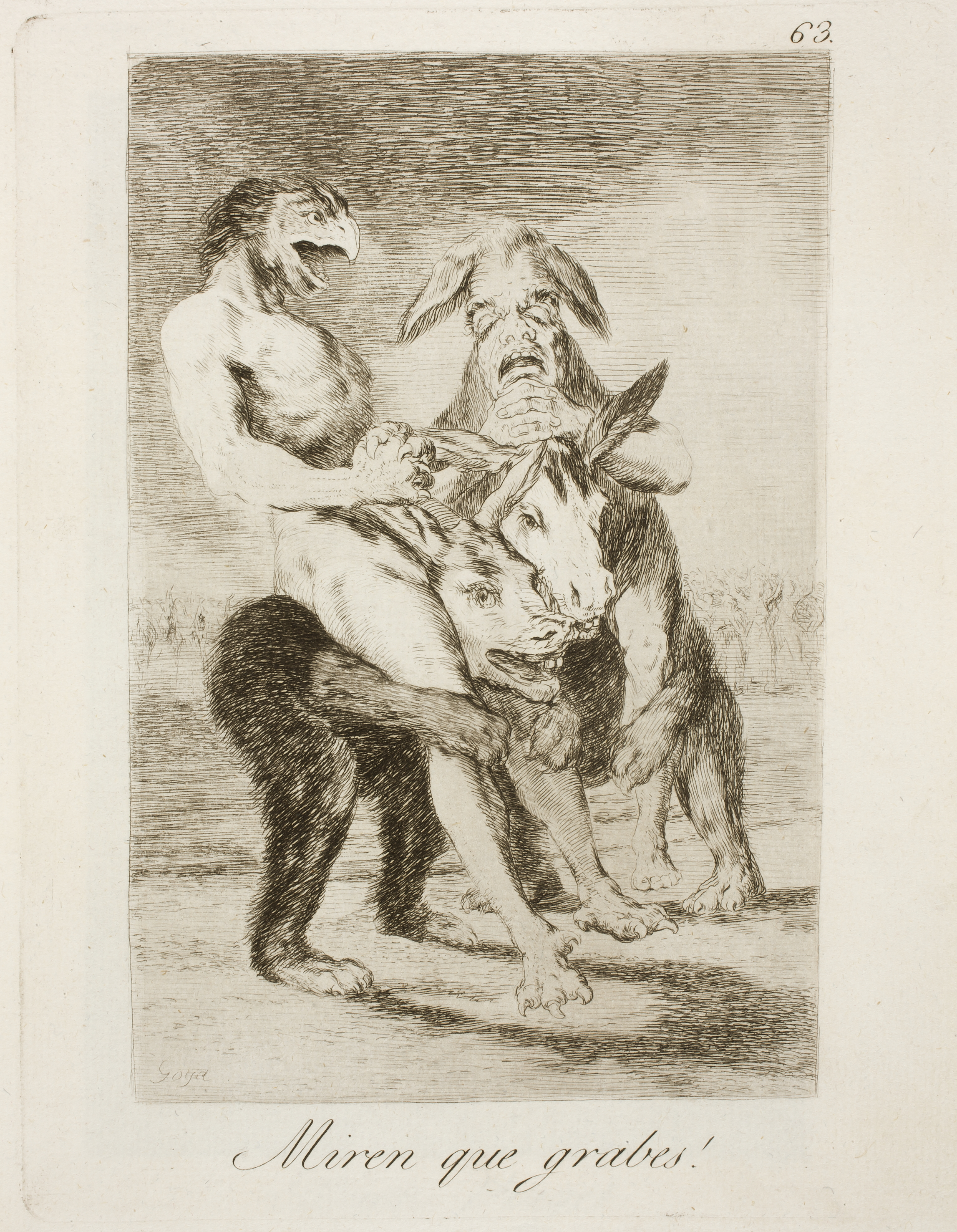
第63番「見ろ、何てもったいぶった奴らだ」
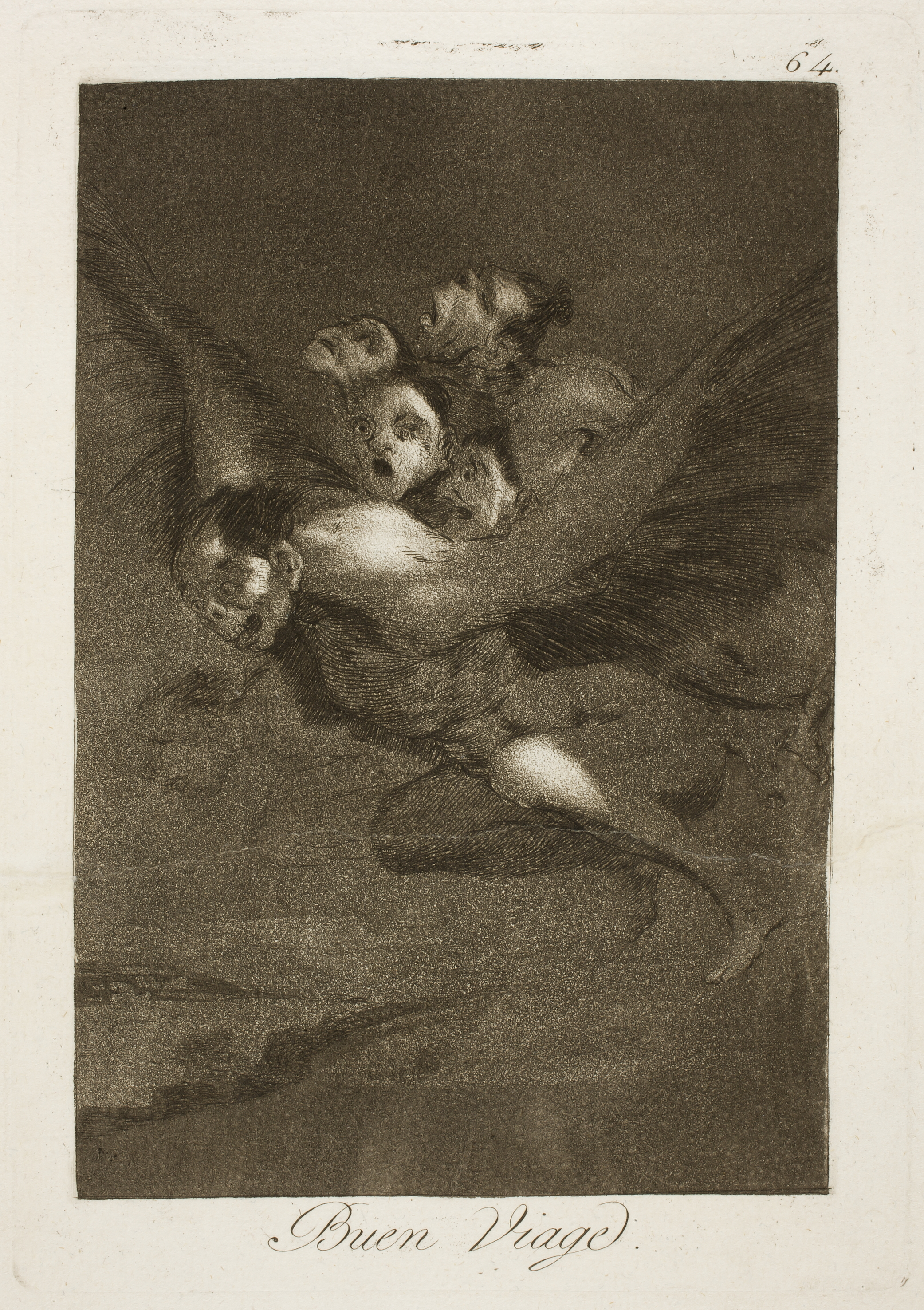
第64番「よいご旅行を」
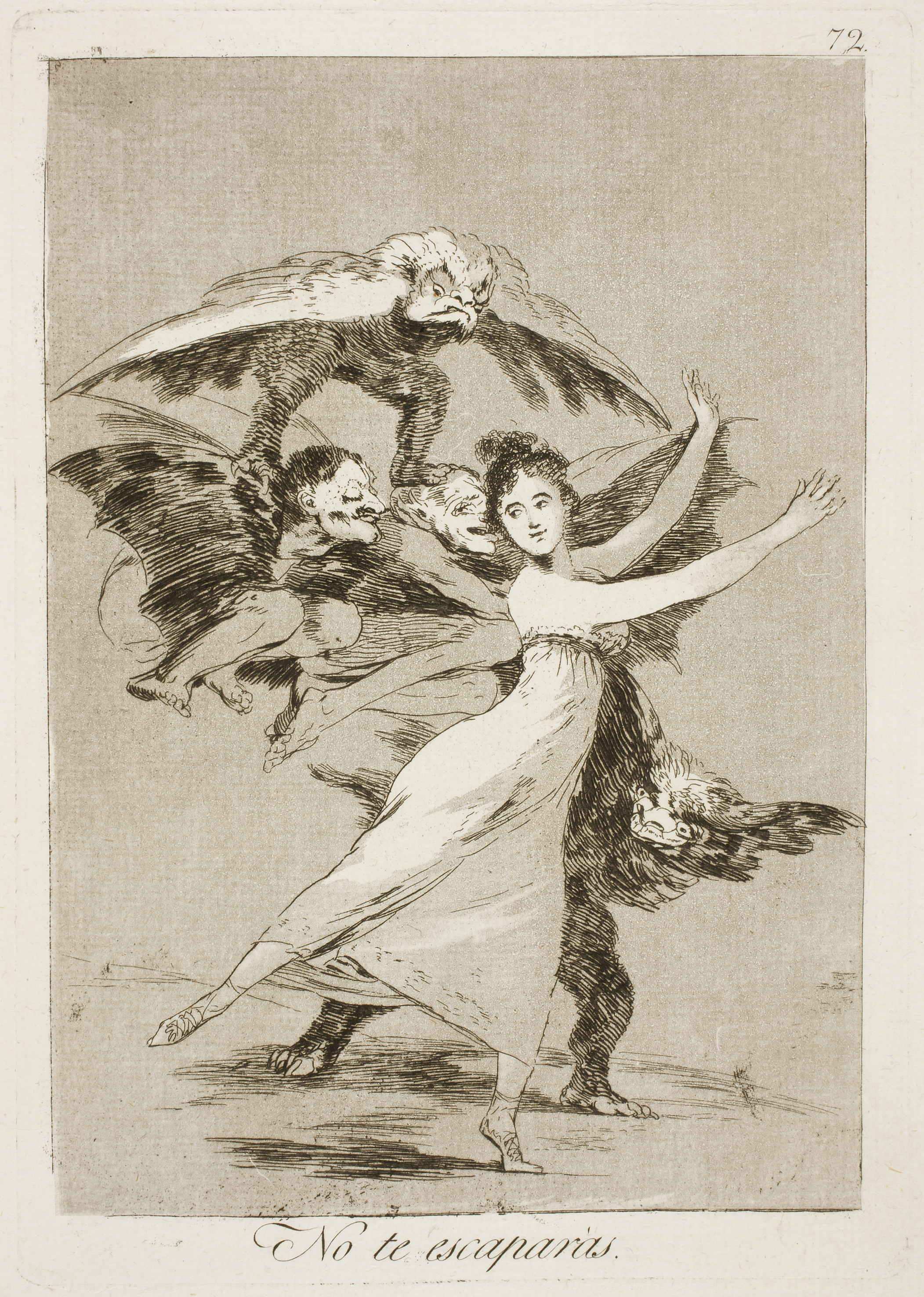
第72番「お前は逃れられまい」